# Rest in Peace (série télévisée d'animation)

Rest in Peace ou RIP (en français : « Repose en paix ») est une série de marionnettes animées française, produite par la société de production Vivement lundi !. Elle compte 13 épisodes de 2 minutes chacun.
Les deux personnages, le tueur en série et le dormeur, ont été créés en 2006 par Bruno Collet et Benjamin Botella. Ils se sont inspirés des plus grands classiques du cinéma d'horreur. L'humour se base sur le principe du chat qui court éternellement après la souris, comme dans Tom et Jerry ou encore Bip Bip et Coyote.
La série est actuellement diffusée sur TCM, et ce depuis 2006. Elle a été primée lors de nombreux festivals de films d'animation.
La musique originale de la série est composée par Leon Rousseau.

## Synopsis
Nuit après nuit, un tueur en série s'introduit dans une même chambre avec la ferme intention de supprimer son occupant. Rien ne semble pourtant pouvoir perturber le profond sommeil de ce jeune homme. Le serial killer a beau utiliser les stratagèmes les plus effrayants, sa bêtise, doublée d'une incroyable maladresse, l'empêche d'atteindre son but.
Une série d'animation qui s'inspire des grands classiques du film fantastique et les parodie dans un esprit plus proche de Tex Avery que des Griffes de la nuit.

## Liste des épisodes
- Son of Godzilla
- Time Machine
- All Cut Up
- 666
- Take A Pick
- Shark Attack
- Hot Blob Water
- Timber
- Gare au Gorille
- 3Divemensional
- Bad Breath
- Evil Eye
- Faulty Connection